# Dicyphus famelicus
Dicyphus famelicus är en insektsart som först beskrevs av Philip Reese Uhler 1878.  Dicyphus famelicus ingår i släktet Dicyphus och familjen ängsskinnbaggar. Inga underarter finns listade i Catalogue of Life.